# Groupe motopropulseur
 (octobre 2024).
Si vous disposez d'ouvrages ou d'articles de référence ou si vous connaissez des sites web de qualité traitant du thème abordé ici, merci de compléter l'article en donnant les références utiles à sa vérifiabilité et en les liant à la section « Notes et références ».
Pour les articles homonymes, voir GMP.
Le groupe motopropulseur (souvent abrégé GMP) d’un avion ou d'un véhicule à moteur est l’ensemble des éléments participant à sa motricité.

## Aéronautique
Pour les avions, le groupe motopropulseur est formé par un ou plusieurs moteurs (moteur à pistons, turbopropulseur, ou turboréacteur) entraînant des hélices ou fournissant directement la poussée nécessaire par réaction. Le nombre de moteurs est fonction de la poussée à générer et de la fiabilité.

### Propulsion par hélice
Dans le cas de la propulsion par hélice, le moteur est le plus souvent placé à l'avant du fuselage (monomoteur) ou dans une nacelle fixée sur l'aile (multimoteur). Sur les motoplaneurs il peut être placé au-dessus du fuselage.

### Turboréacteur
Le ou les réacteurs peuvent être disposés à l'arrière du fuselage, dans le fuselage (avions de combat) ou de chaque côté, au-dessus (Cirrus Vision SF50) ou bien en nacelles sous les ailes. 

## Véhicule à moteurs

### Véhicule à moteur thermique
Pour un véhicule à moteur thermique, il s’agit :
- du moteur (ou turbomoteur) avec ses accessoires (alimentation en carburant[Note 2], échappement, refroidissement, allumage, etc.) ;
- de la transmission : boîte de vitesses et embrayage ou boîte automatique, arbre de transmission, différentiel ;
- le couple en sortie de transmission est appliqué aux roues.

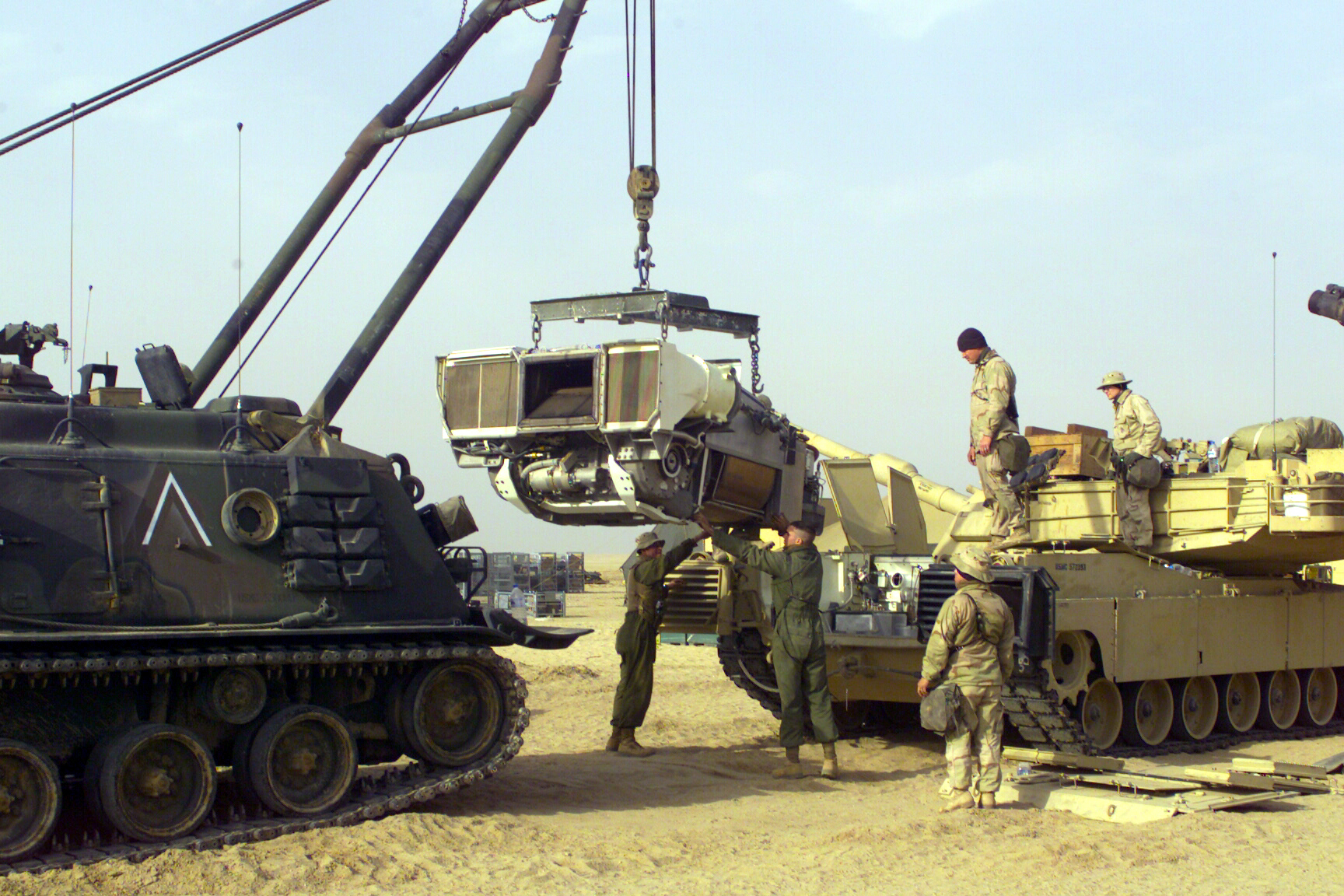
Dépose du groupe motopropulseur (turbomoteur) d'un char M1 Abrams.
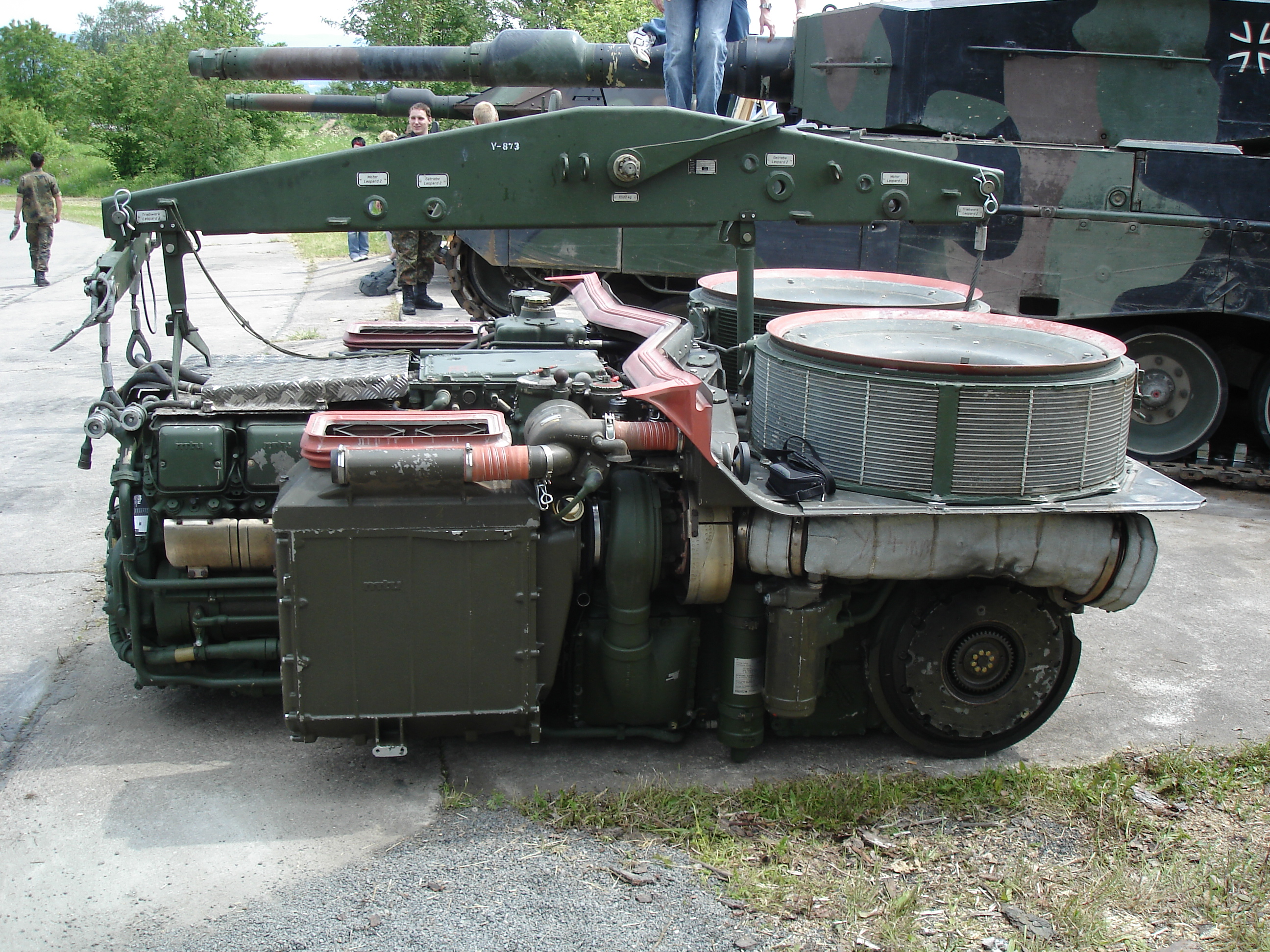
Le groupe motopropulseur du char de combat Leopard 2 pèse 6 120 kg et comprend le moteur, la boîte de mécanismes, les filtres à air et la poutre de ventilation.
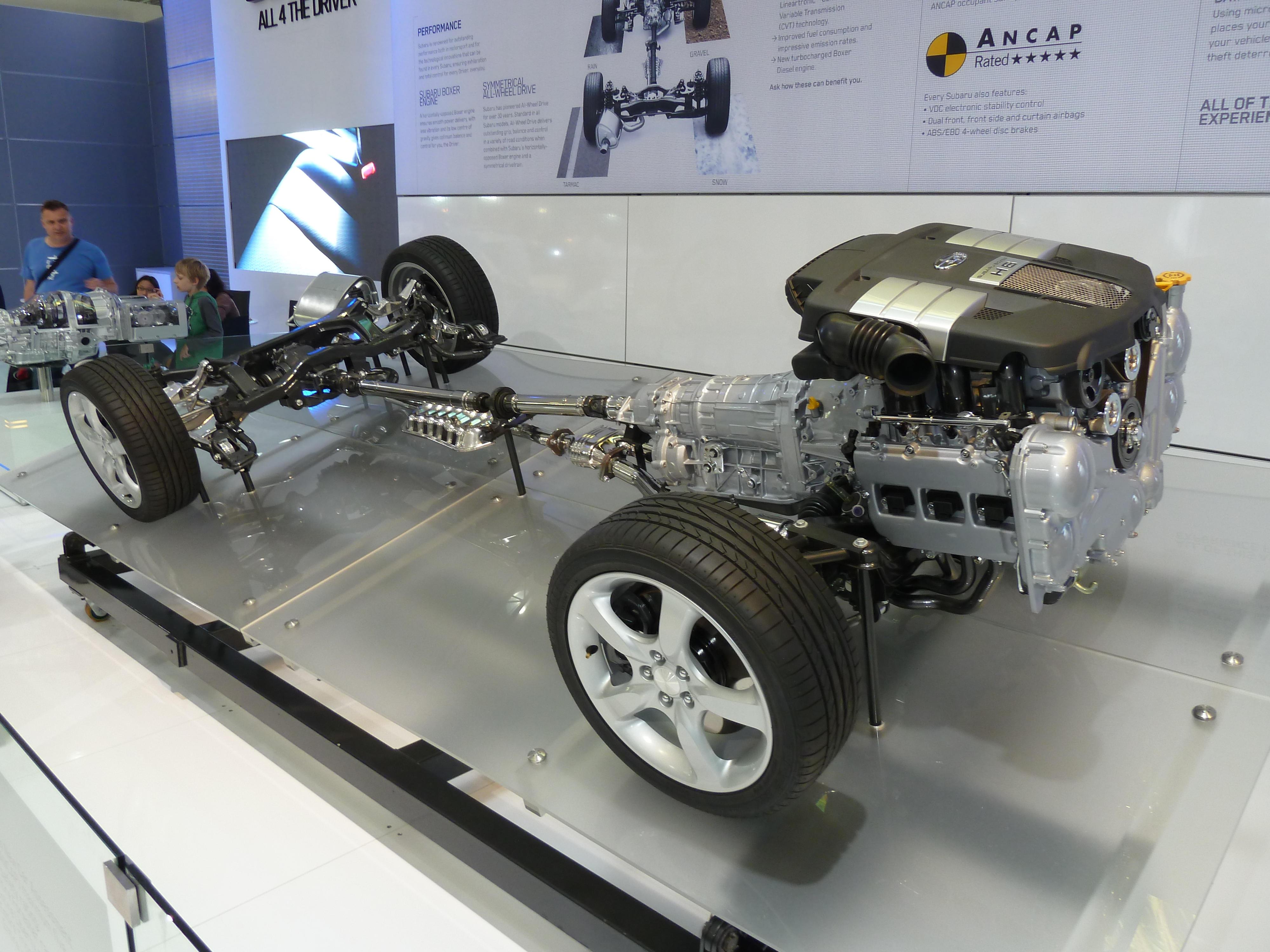
Groupe motopropulseur d'une Subaru Legacy

### Véhicule électrique
On parle également de GMP dans le contexte de véhicules électriques, où le terme englobera :
- le moteur électrique
- la transmission qui n'est souvent qu'un train d'engrenages, un différentiel et des demi-transmissions ;
- l'électronique de puissance et les calculateurs.

### Véhicule hybride
On parle également de GMP dans le contexte de véhicules hybride, où le terme englobera :
- un moteur thermique ;
- un ou plusieurs moteurs électrique ;
- la transmission qui regroupe les sorties de puissance des différents moteurs et transmet le couple résultant à un différentiel ;
- l'électronique de puissance et les calculateurs.